# Peziza
Peziza Dill. ex Fr. (kustrzebka) – rodzaj grzybów z rodziny kustrzebkowatych (Pezizaceae).

## Cechy charakterystyczne
Strzępki z przegrodami. Owocniki przeważnie bez trzonu, kubkowate do miseczkowatych. Strona wewnętrzna pokryta warstwą rodzajną. Miąższ łamliwy, po skaleczeniu u niektórych gatunków wydzielający barwne mleczko. Bazydiospory bezbarwne, eliptyczne, gładkie, brodawkowate do siatkowatych. Parafizy proste. Końce worków w roztworze Lugola barwią się niebiesko. Grzyby saprotroficzne rosnące na ziemi, drewnie, wypaleniskach. Niektóre gatunki to grzyby koprofilne.
U większości gatunków znane są tylko teleomorfy. Rozmnażanie płciowe zachodzi przez somatogamię między sąsiednimi komórkami. Nieliczne gatunki egzogennie tworzą konidia i chlamydospory. Chlamydospory są grubościennymi komórkami spoczynkowymi i powstają
pojedynczo lub szeregowo w strzępkach.

## Systematyka i nazewnictwo
Pozycja w klasyfikacji według Index Fungorum: Pezizaceae, Pezizales, Pezizomycetidae, Pezizomycetes, Pezizomycotina, Ascomycota, Fungi.
Synonimy nazwy naukowej:
Aleuria (Fr.) Gillet,
Aleurina (Sacc.) Sacc. & P. Syd., in Saccardo,
Daleomyces Setch.,
Durandiomyces Seaver,
Galactinia (Cooke) Boud.,
Geoscypha (Cooke) Lambotte,
Gonzala Adans. ex Léman,
Heteroplegma Clem.,
Hydnoplicata Gilkey,
Infundibulum Velen.,
Iotidea Clem.,
Lepidotia Boud.,
Napomyces Clem. & Shear,
Paramitra Benedix,
Peziza subdiv. Aleuria Fr.,
Peziza subgen. Galactinia Cooke,
Peziza subgen. Geoscypha Cooke,
Peziza subgen. Phaeopezia Vido,
Pfistera Korf & W.Y. Zhuang,
Phaeopezia (Vido) Sacc.,
Phaeopezia subgen. Aleurina Sacc.,
Podaleuris Clem.,
Scodellina Gray.
Nazwa polska według M.A. Chmiel.
Gatunki występujące w Polsce:
- Peziza ammophila Durieu & Lév. 1848 – kustrzebka piaskowa[5]
- Peziza arvernensis Roze & Boud. 1879[5]
- Peziza atrospora Fuckel 1864[6]
- Peziza atrovinosa Cooke & W.R. Gerard 1875[6]
- Peziza badiofusca (Boud.) Dennis 1960[5]
- Peziza brunneoatra Desm. 1836[5]
- Peziza cerea Sowerby ex Fr. 1822[5]
- Peziza depressa Pers. 1796[5]
- Peziza domiciliana Cooke 1877[6]
- Peziza echinospora P. Karst. 1869 – kustrzebka szorstkozarodnikowa[5]
- Peziza fimeti (Fuckel) E.C. Hansen 1876[5]
- Peziza flavida (W. Phillips) M.M. Moser ex D.C. Pant 1993[5]
- Peziza granularis Donadini 1978[5]
- Peziza granulosa Schumach. 1803[5]
- Peziza lobulata (Velen.) Svrček 1976[6]
- Peziza micropus Pers. 1800 – kustrzebka drobnotrzonowa[5]
- Peziza moravecii (Svrček) Donadini 1978[6]
- Peziza moseri Aviz.-Hersh. & Nemlich 1974[6]
- Peziza natrophila A.Z.M. Khan 1977[6]
- Peziza paludicola (Boud.) Sacc. & Traverso 1911[7]
- Peziza phlebospora (Le Gal) Donadini 1980[6]
- Peziza praetervisa Bres. 1897 – kustrzebka przeoczana[5]
- Peziza proteana (Boud.) Seaver 1917[6]
- Peziza pseudovesiculosa Donadini 1978[6]
- Peziza pseudoviolacea Donadini 1979 – kustrzebka nibyfioletowawa[8]
- Peziza repanda Wahlenb. 1820 – kustrzebka wygięta[5]
- Peziza saccardoana Cooke 1877[5]
- Peziza saniosa Schrad. 1799 – kustrzebka czarnofioletowa[5]
- Peziza sepiatra Cooke 1875[5]
- Peziza sterigmatizans W. Phillips 1879[5]
- Peziza varia (Hedw.) Alb. & Schwein. 1805 – kustrzebka zmienna[5]
- Peziza vesiculosa Bull. 1790 – kustrzebka pęcherzykowata[5]

Nazwy naukowe na podstawie Index Fungorum. Lista gatunków występujących w Polsce według M.A. Chmiel, atlasu grzybów i innych

## Galeria

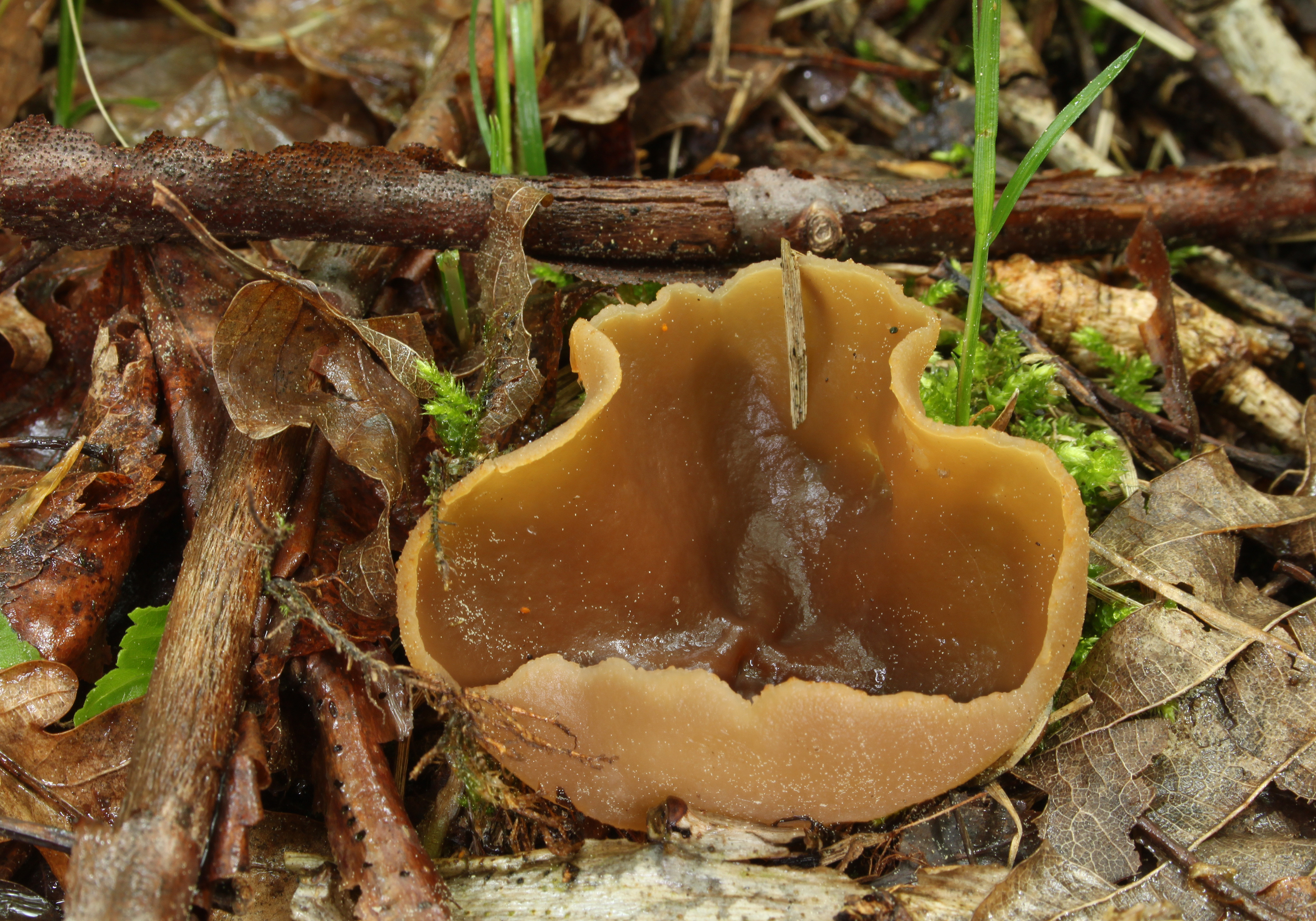
Peziza arvernensis
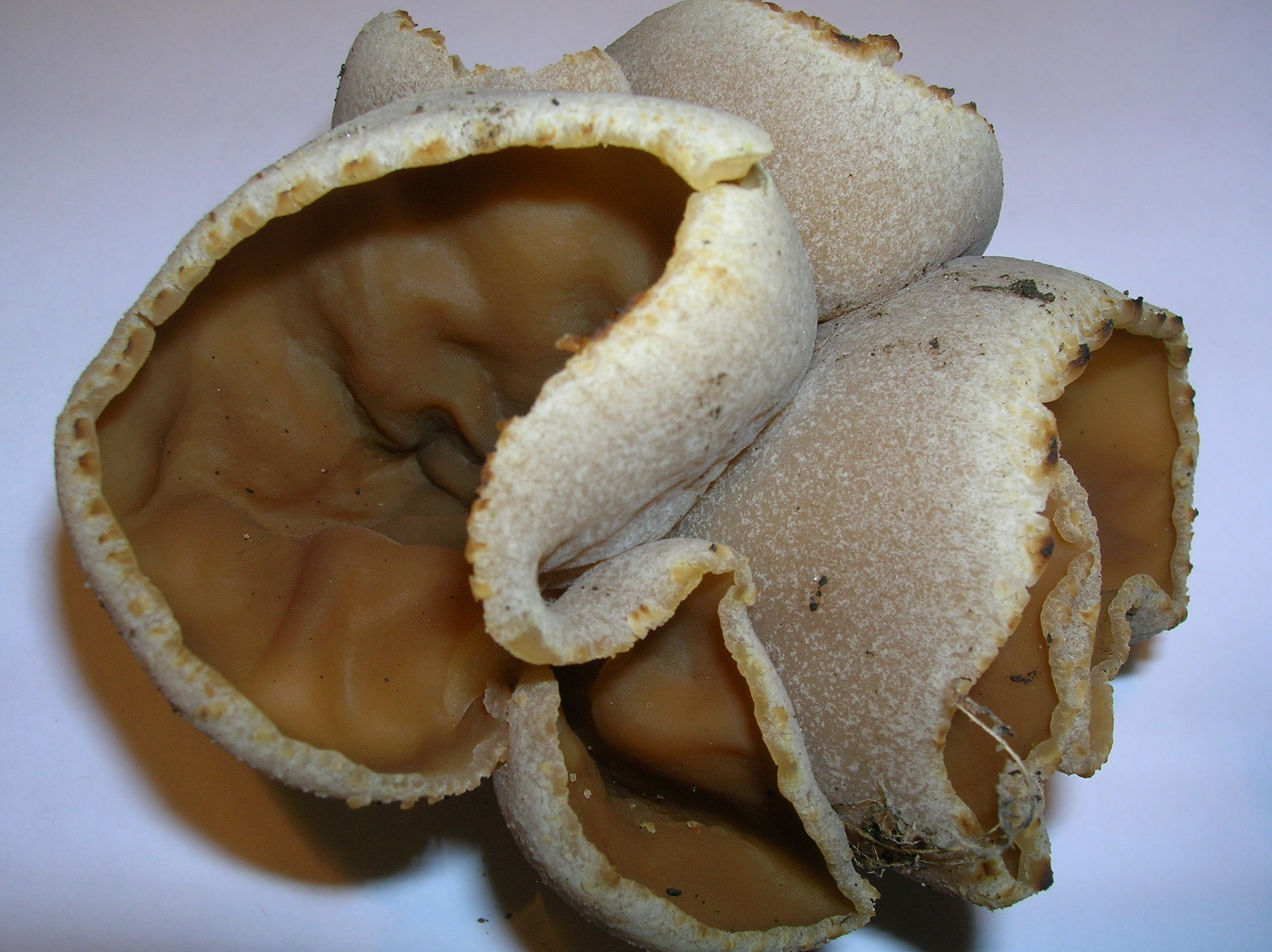
Peziza cerea
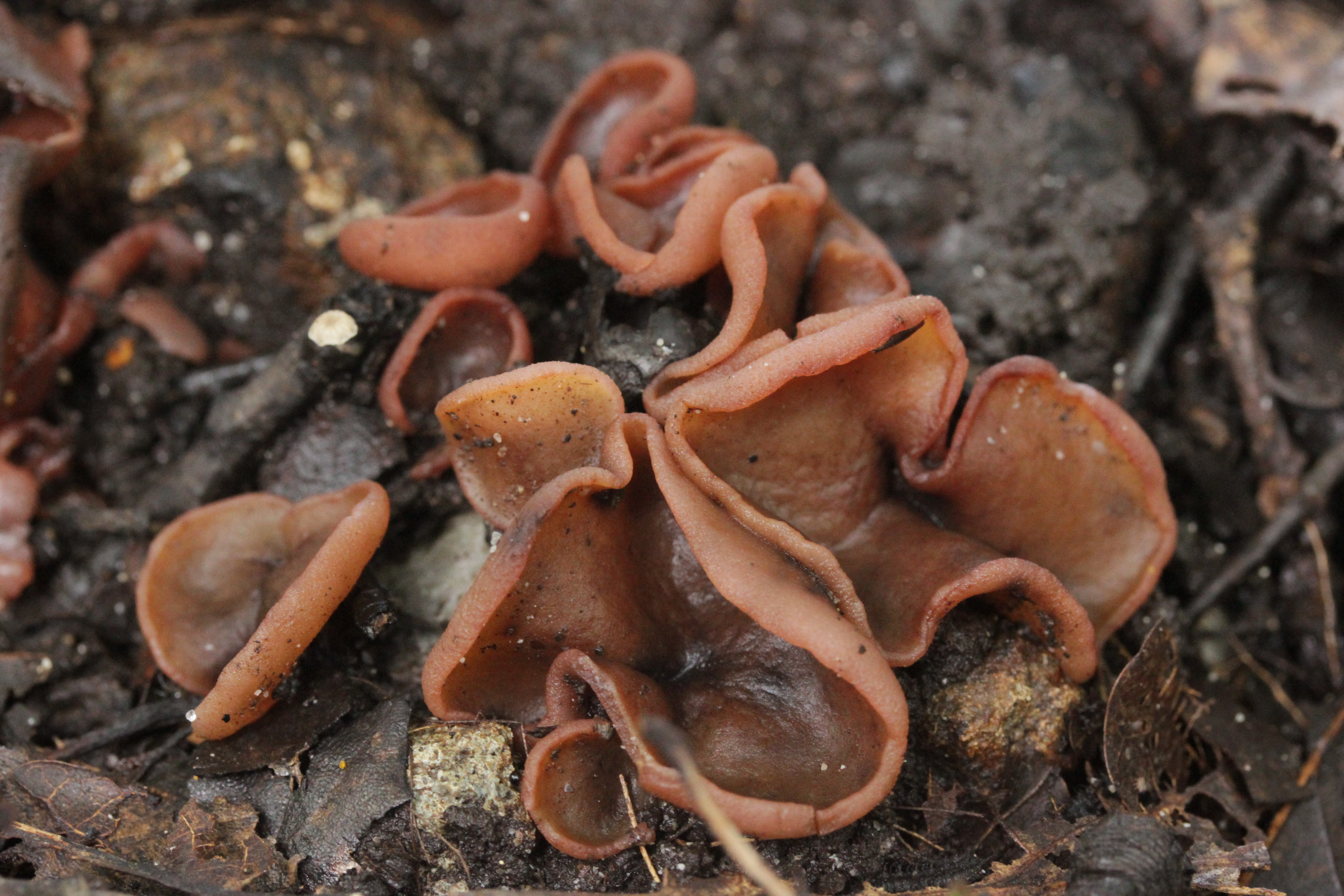
Peziza depressa
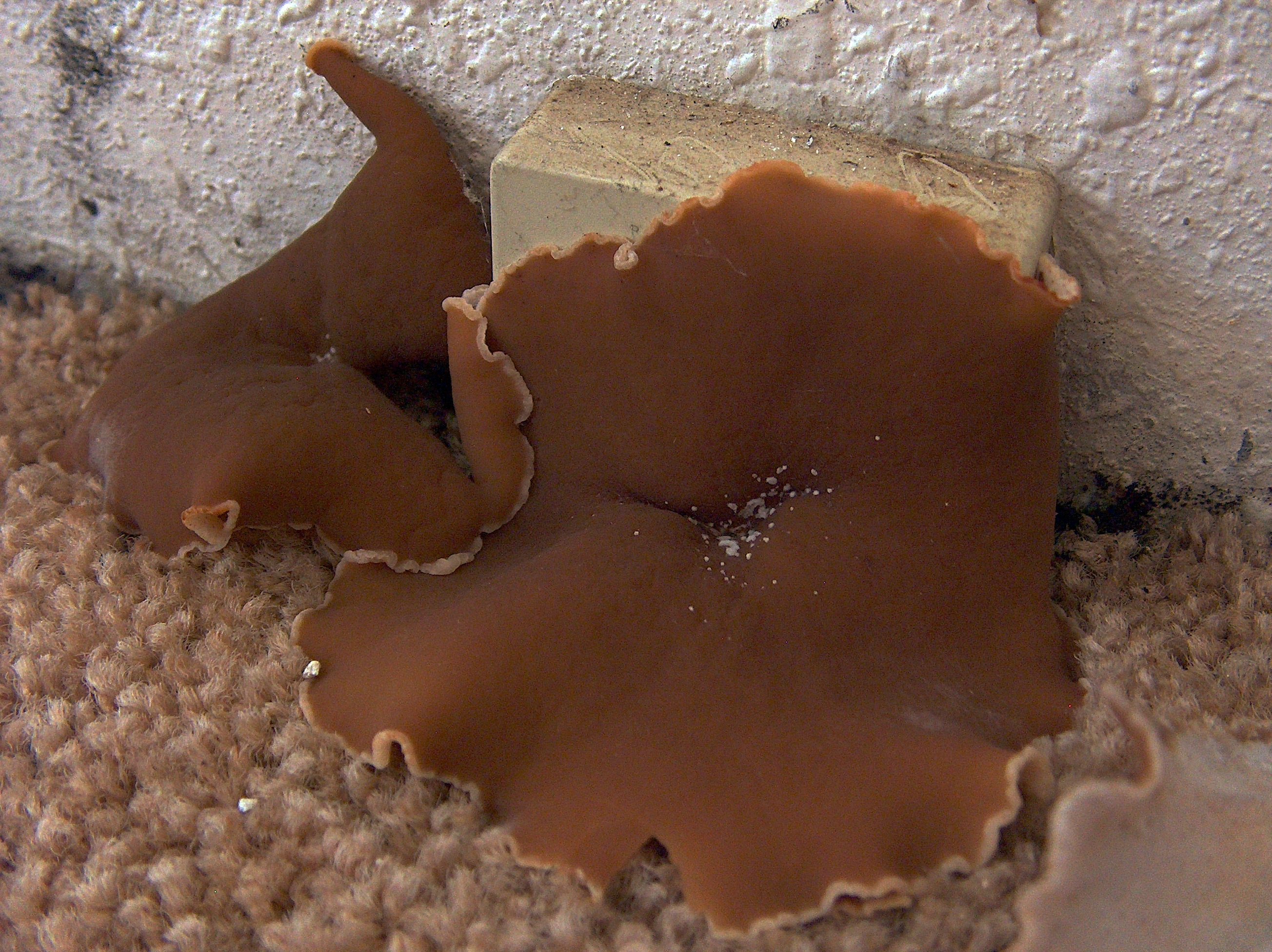
Peziza domicilana
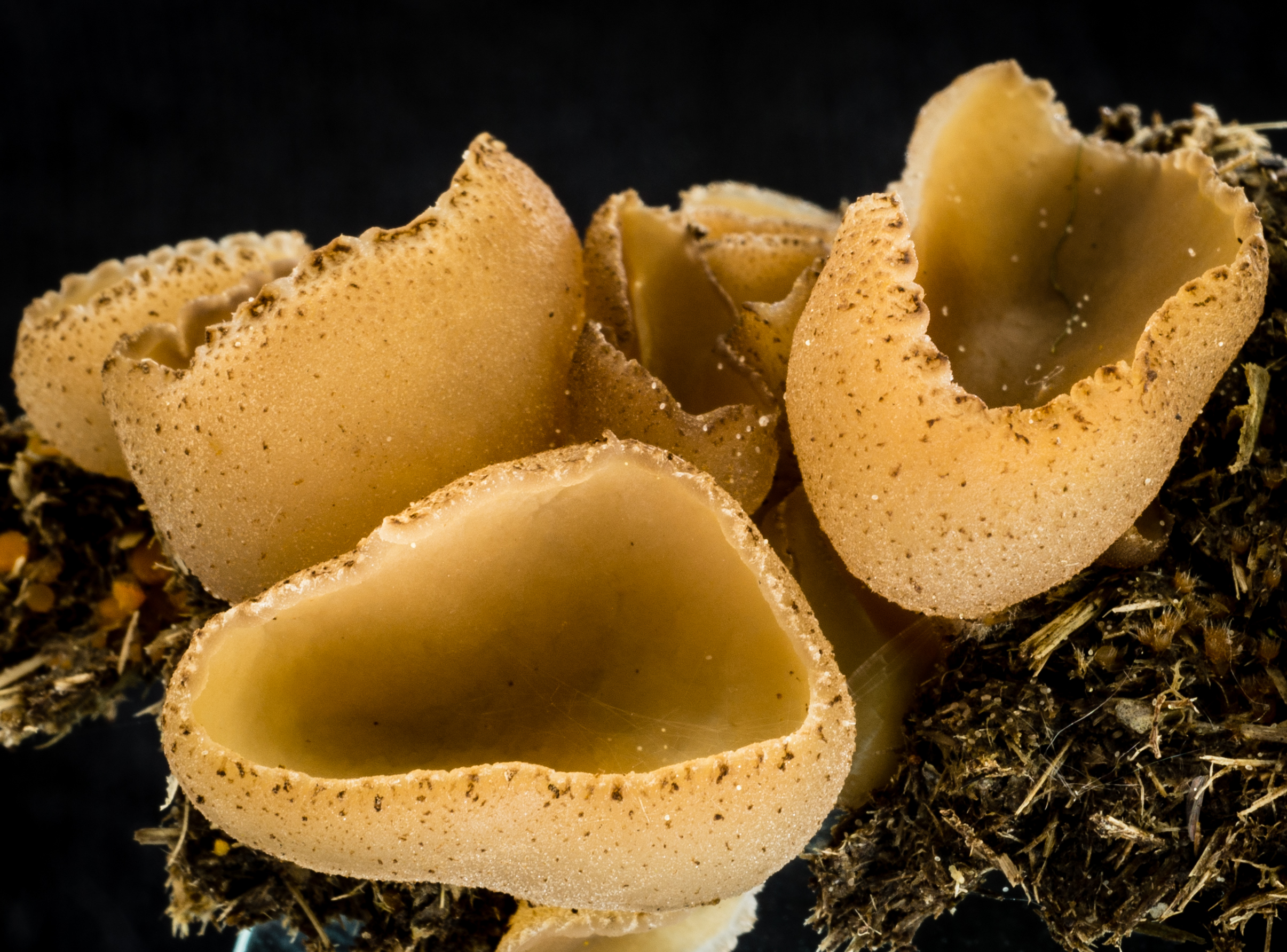
Peziza fimeti
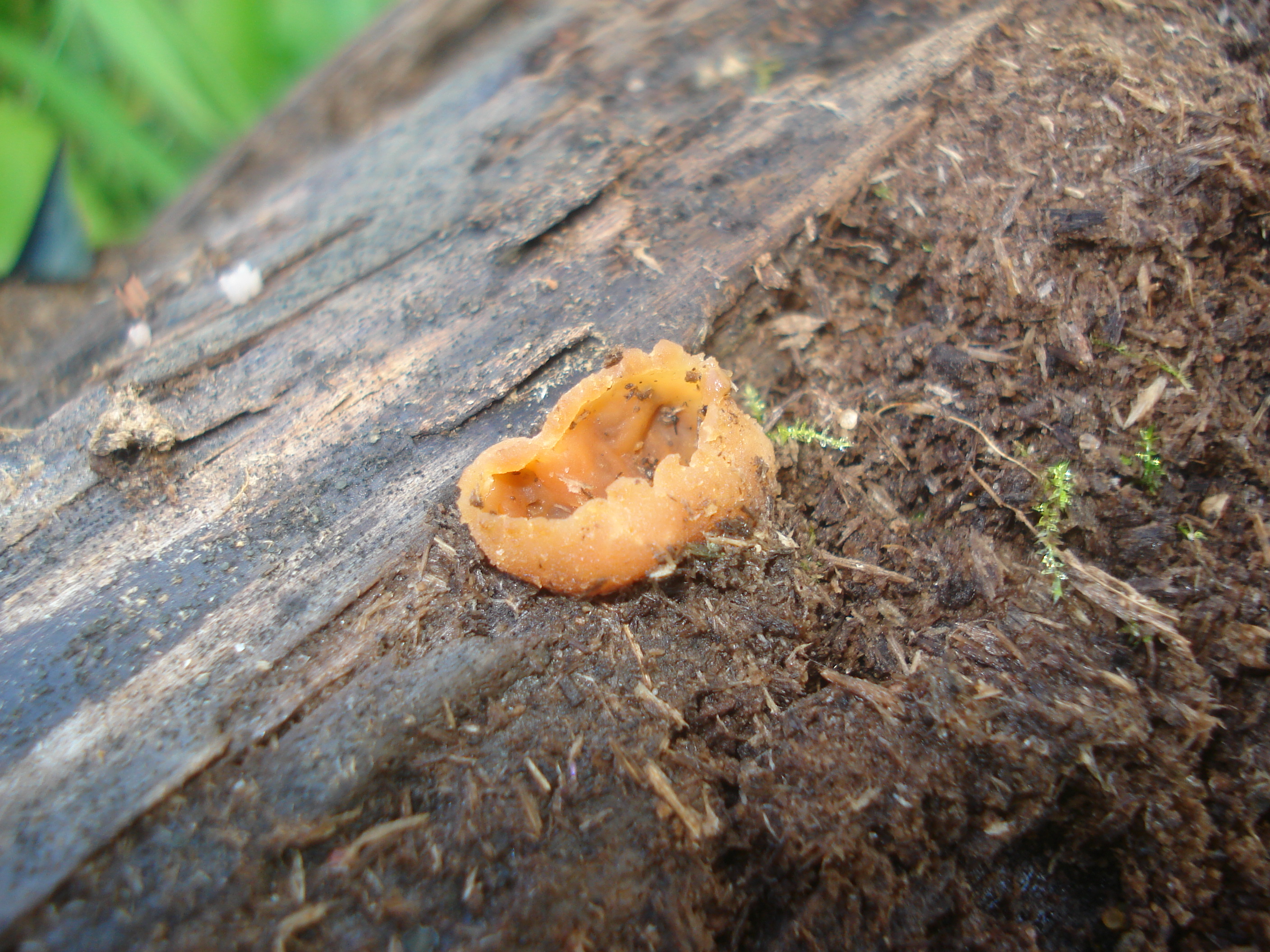
Peziza micropus
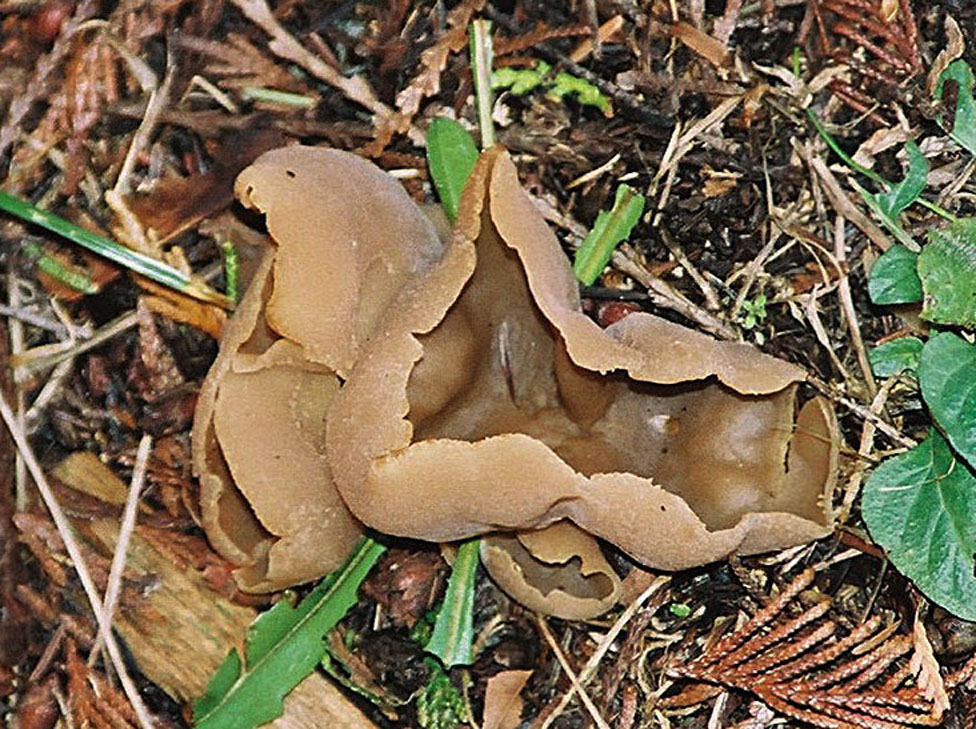
Peziza petersii
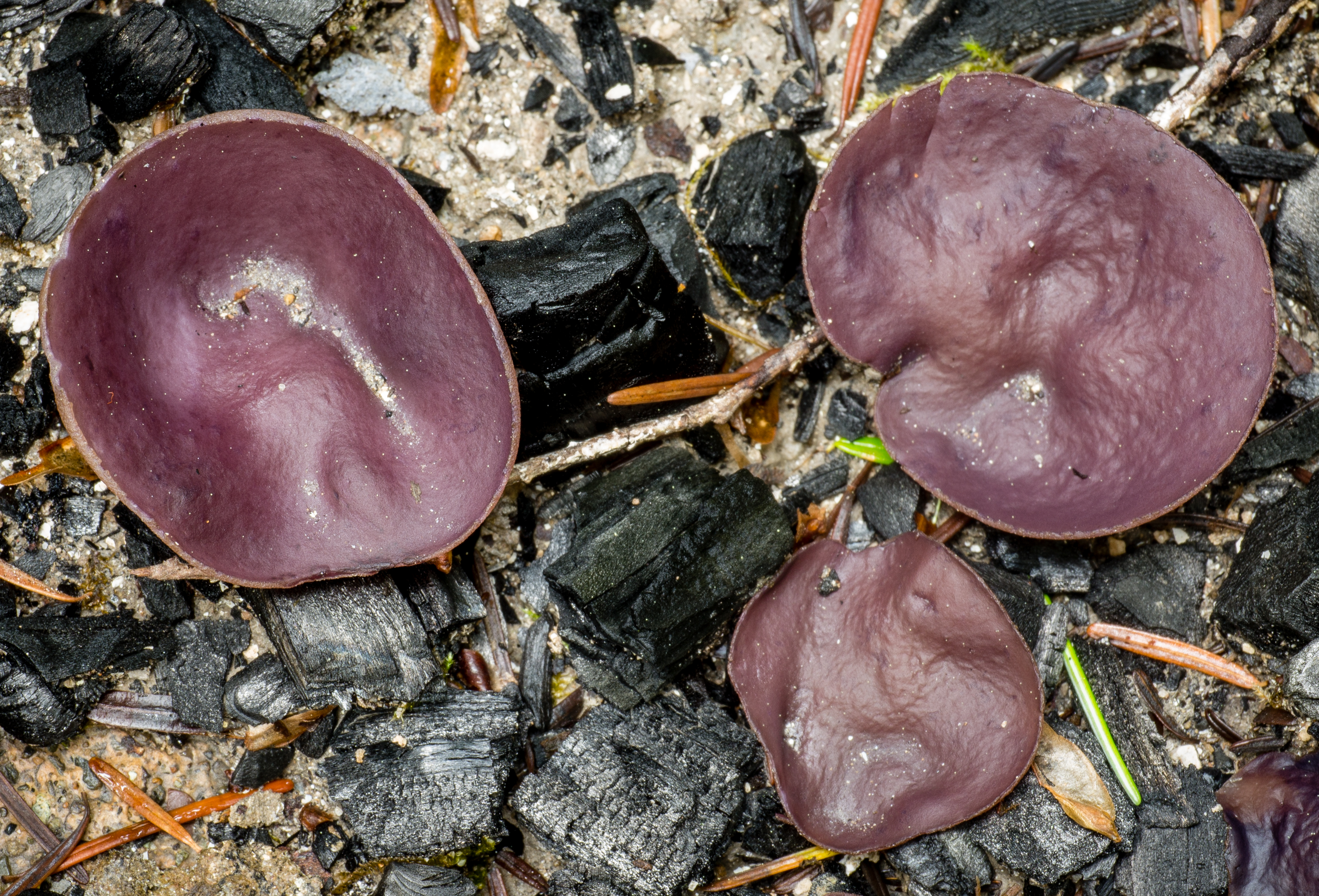
Peziza praetervisa
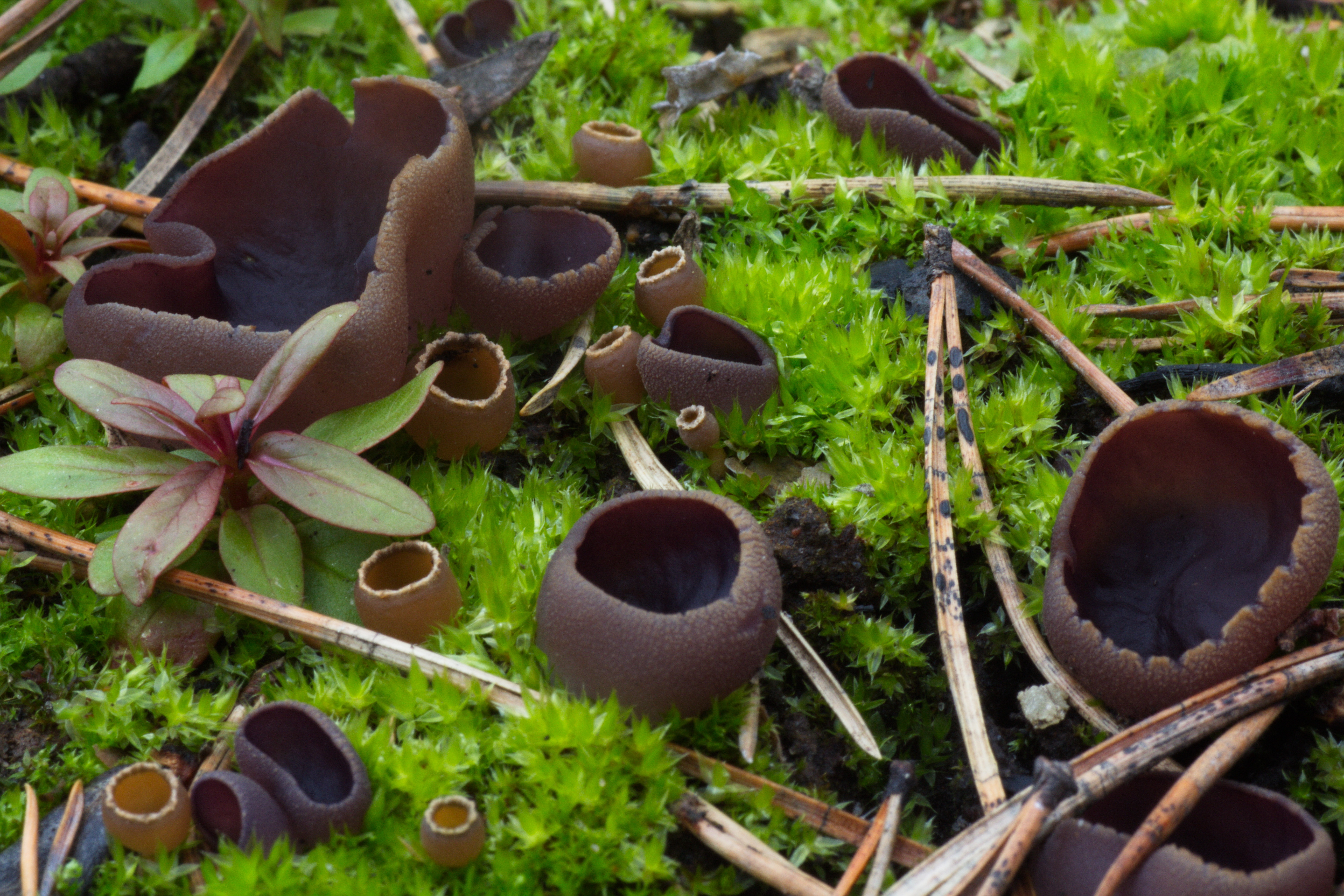
Peziza pseudoviolacea
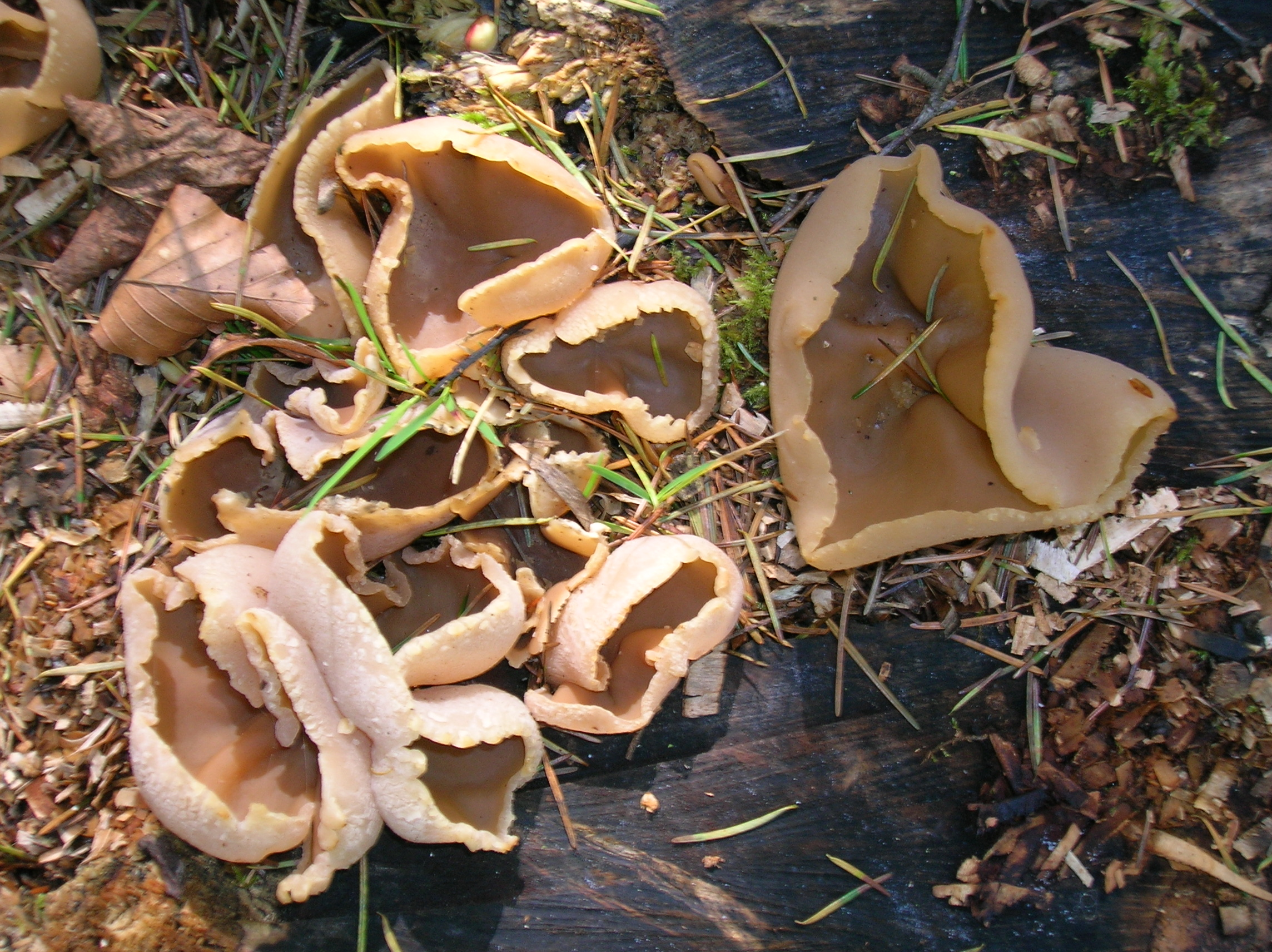
Peziza repanda
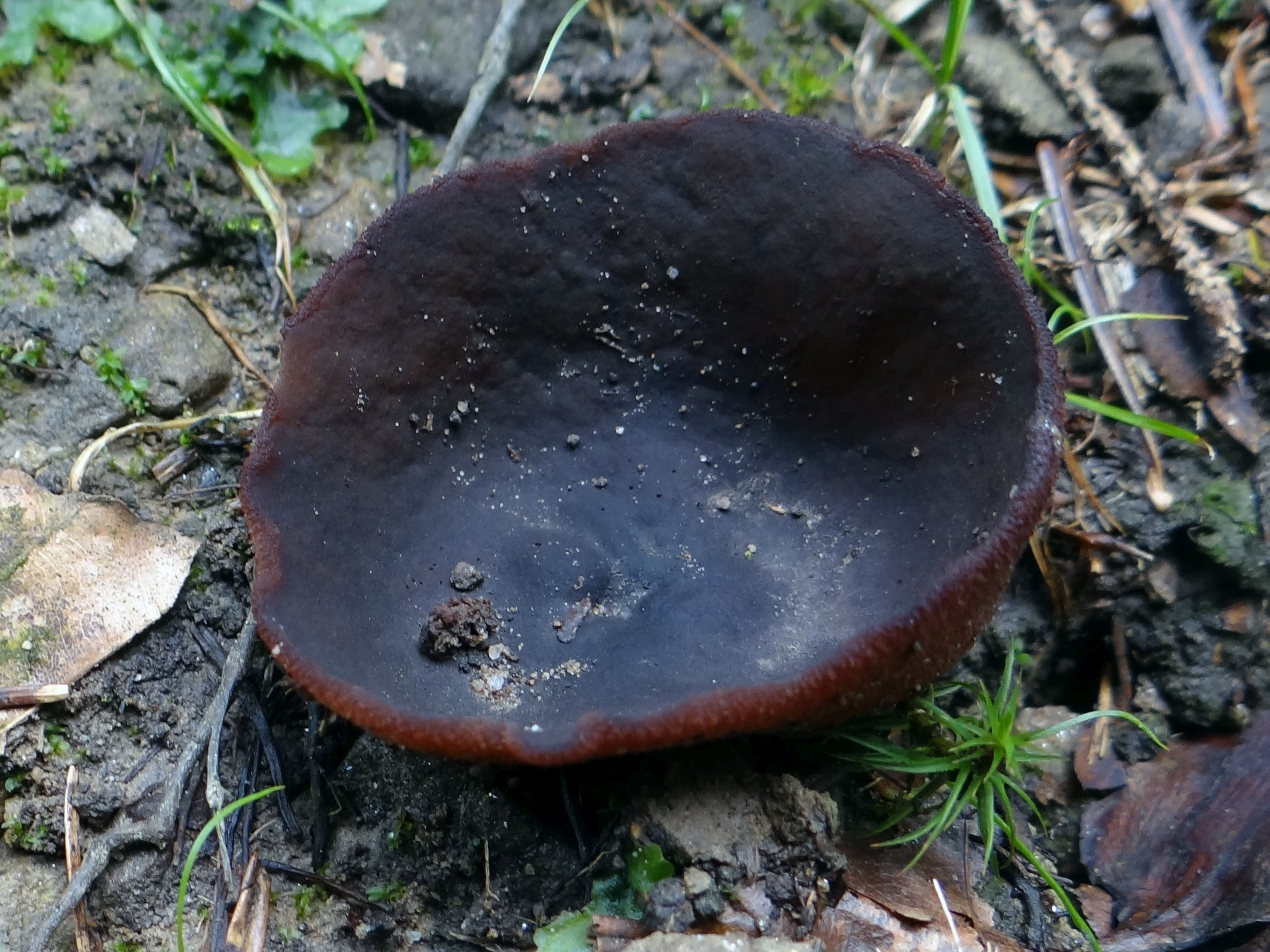
Peziza saniosa
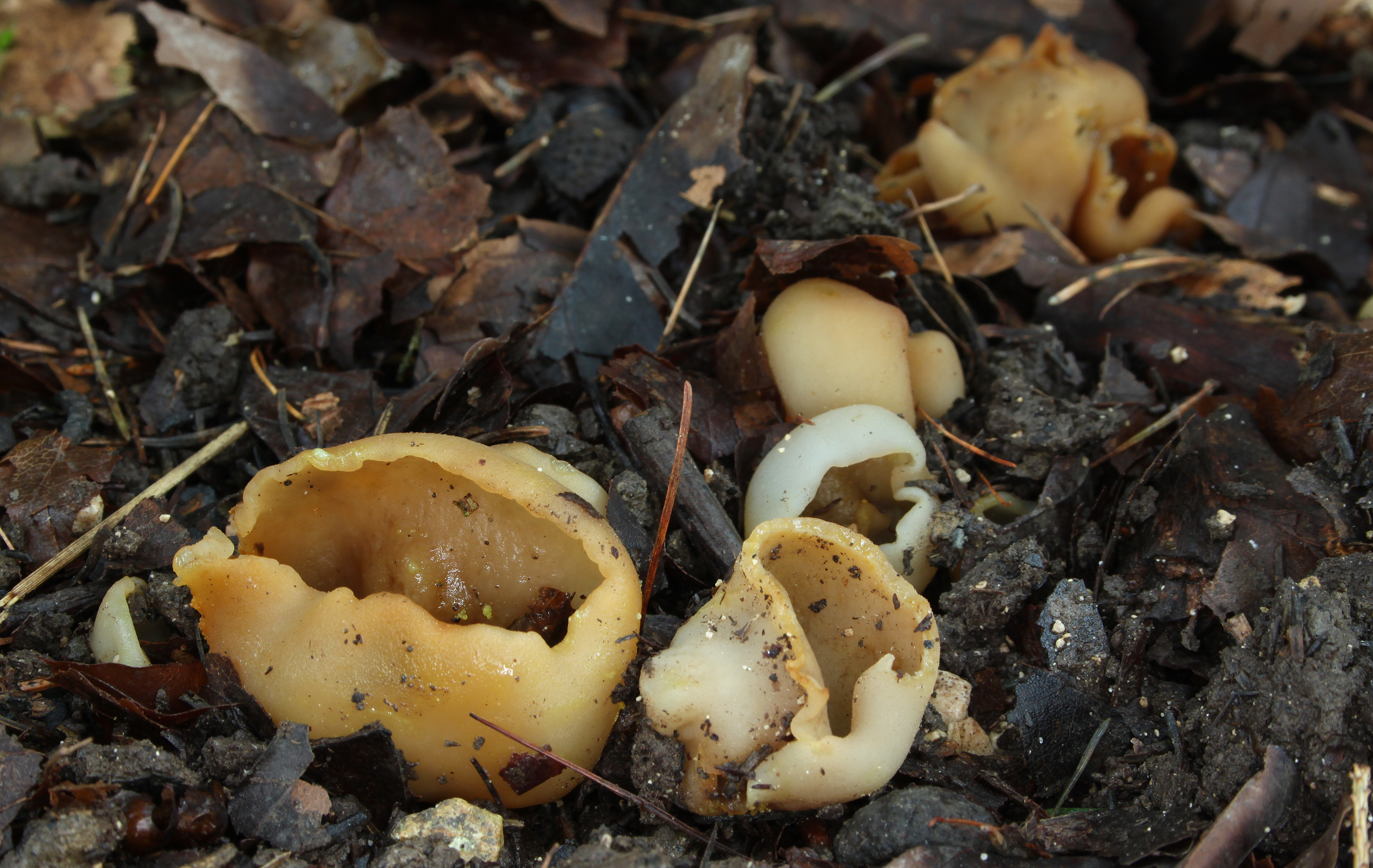
Peziza succosa
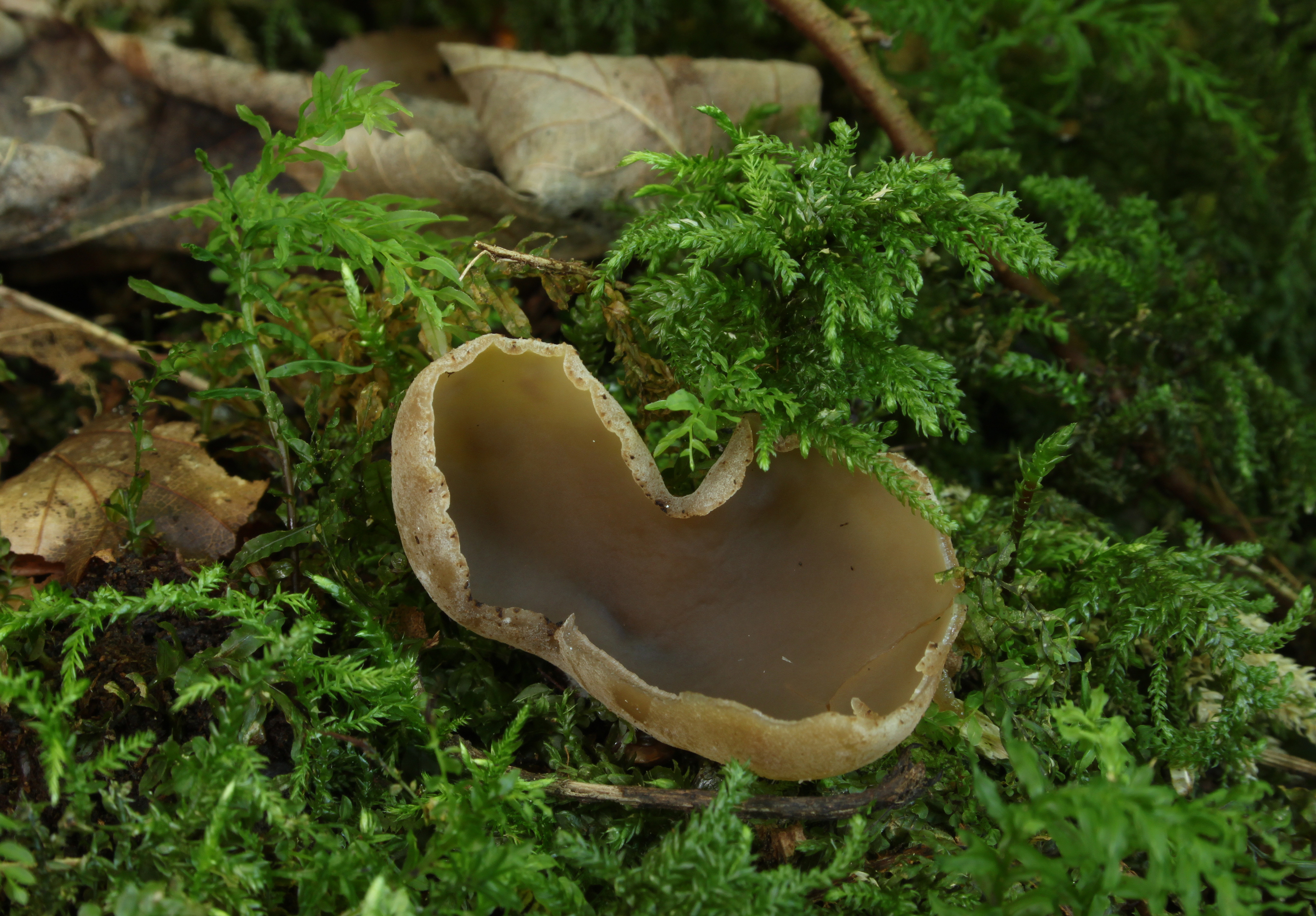
Peziza varia
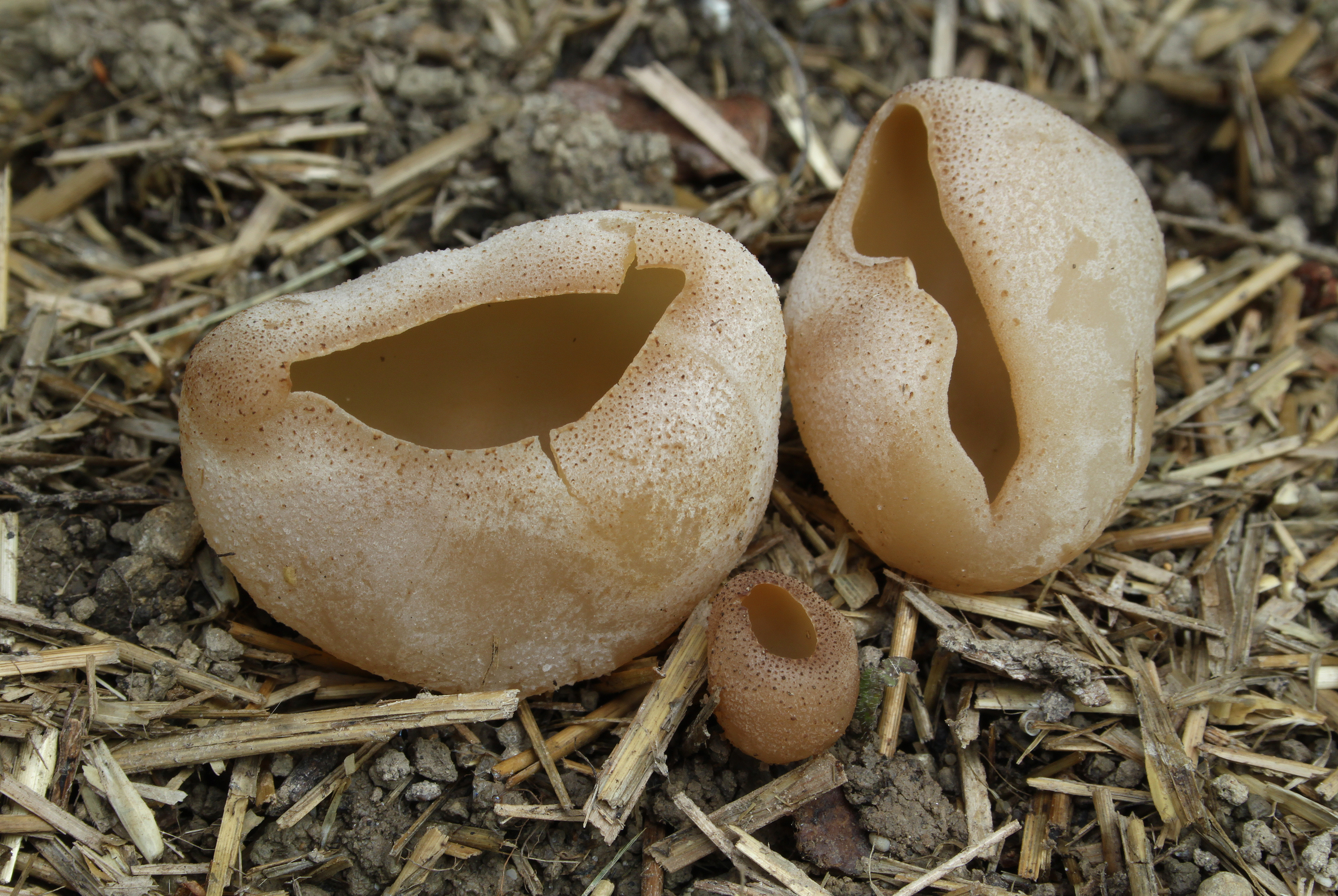
Peziza vesiculosa